# Antechinomys laniger
Genre
Espèce
Statut de conservation UICN

 LC  : Préoccupation mineure
Antechinomys laniger est une espèce de marsupial de la famille des Dasyuridae endémique d'Australie. 
Il s’accommode d’habitats divers - terrains boisés, régions broussailleuses semi-désertiques-; cette gerboise marsupiale chasse les petits invertébrés la nuit. Pour bondir, elle prend appui sur ses pattes postérieures à quatre doigts et retombe sur ses pattes de devant. Ses oreilles sont grandes et ses yeux cernés de noir ; son museau est pointu, son corps trapu, son pelage fauve ou brun sur le dos et blanc sur le ventre.

## Description
L'adulte mesure de 17 à 20 cm de long pour un poids de 20 à 30 g. Le mâle mesure généralement 1,5 cm de plus et pèse 10 g de plus que la femelle.

## Alimentation
Il se nourrit principalement d'araignées, de blattes et de grillons.